# Bengt Lundberg (arkitekt)
Ej att förväxla med arkitekten Bengt Lundberg (1930–2001).
Bengt Theodor Lundberg, född 5 mars 1900 i Adolf Fredriks församling, Stockholm, död 13 april 1972 i Oscars församling, Stockholm, var en svensk arkitekt.
Lundberg, som var son till professor Theodor Lundberg och Ellen Nyblom, utexaminerades från Kungliga Tekniska högskolan 1922. Han företog studieresor i Italien, Frankrike och Storbritannien 1922–1924, anställd på Ivar Tengboms arkitektkontor 1924–1927 och bedrev egen verksamhet från 1927. Han var fackkommissionär vid Stockholmsutställningen 1930, kommissionär för ett flertal utställningar, bland annat Standard 1934, praktisk sekreterare i Svenska hemslöjdsföreningarnas riksförbund 1935–1937, verkställande sekreterare i Svenska Arkitekters Riksförbund 1936–1937 och anställd hos Esselte AB 1940–1965. 
Lundberg ritade bland annat fabriksbyggnader och privatbostäder samt gjorde heminredningar. Han skrev Hur ett hem inredes praktiskt, rationellt, ekonomiskt. Handbok över bohags- och bruksföremål (1933) och var redaktionssekreterare för tidskriften "Hemslöjden".